# Kolja (1996.)
Kolja je češki film režisera Jana Svěráka, premijerno prikazan 1996. godine. Film se pokazao uspješnim, kako u zemlji, tako i izvan njenih granica. U Češkoj Republici film je pogledalo 1.345.442 gledatelja (što ga i danas čini najgledanijim češkim filmom), a nagrađen je s čak šest čeških lavova. Također, film je nagrađen Oskarom te Zlatnim globusom za najbolji strani film. Prikazan je u 40 zemalja svijeta, gdje ga je pogledalo oko tri milijuna gledatelja.

## Radnja
Glavni protagonista filma - stari neženja Louka (Zdeněk Svěrák) se za novčanu naknadu oženi s Ruskinjom. Situacija postane ozbiljna, kada mu na brigu, po njenoj emigraciji u Zapadnu Njemačku, ostane njen mali sin Kolja (Andrej Chalimon). Dječak ne govori češki te vlada veliko nepovjerenje između obojice. Poslije se ipak sprijatelje.

## Nagrade
- 1996. Tokyo Sakura Grand Prix na Međunarodnom filmskom festivalu u Tokiju.

## Vanjske poveznice
- Članak o filmu Kolja na češkom jeziku
- Kolja u internetskoj bazi filmova IMDb-a